# Brain Training in Oslo
Brain Training in Oslo är den svenska proggruppen Ensamma hjärtans första och enda livealbum, utgivet på skivbolaget Nacksving 1981. Skivan utgavs på LP.

## Låtlista
Där inte annat anges är låtarna skrivna av Gunnar Danielsson.
A
1. "The Message" – 3:05
2. "Författaren" – 4:05
3. "Like a Rolling Stone" – 3:44 (Bob Dylan)
4. "Ring of Fire" – 2:26 (June Carter Cash, Merle Kilgore)
5. "Djävla skit" – 4:02

B
1. "Bomben kommer" – 8:05 ("When the Music's Over", text: Gunnar Danielsson, musik: The Doors)
2. "A Working Class Hero" – 5:15 (John Lennon)
3. "Jumping Jack Medley" – 6:40 a) "Jumpin' Jack Flash" (Keith Richards, Mick Jagger)) b) "Everybody Needs Somebody to Love" (Jerry Wexler, Bert Berns, Solomon Burke) c) "You Can't Always Get What You Want" (Jagger, Richards) d) "Mona" (Bo Diddley) e) "Satisfaction" (Jagger, Richards) f) "My Generation" (Pete Townshend)

### Fotnoter
1. 1 2  ”Brain Training in Oslo”. Discogs.com. http://www.discogs.com/Ensamma-Hj%C3%A4rtan-Brain-Training-In-Oslo/release/1597107. Läst 4 januari 2013.